# Marvelise
Marvelise ist eine französische Gemeinde mit 150 Einwohnern (Stand: 1. Januar 2022) im Département Doubs in der Region Bourgogne-Franche-Comté.

## Geographie
Marvelise liegt auf 379 m, neun Kilometer nördlich von L’Isle-sur-le-Doubs und etwa 15 Kilometer westlich der Stadt Montbéliard (Luftlinie). Das Dorf erstreckt sich in einer Talmulde in der Hügellandschaft nördlich des Doubstals, zwischen den Höhen von Chanois im Westen und Hautes-Roches im Osten.
Die Fläche des 4,21 km² großen Gemeindegebiets umfasst einen Abschnitt der Hügellandschaft nördlich des Doubstals. Der zentrale Teil des Gebietes wird von der Mulde von Marvelise eingenommen, in welcher der Scey entspringt und für die Entwässerung nach Nordwesten zum Ognon sorgt. Nach Süden leitet ein Sattel (385 m) zum Tal des Ruisseau d’Onans (im Einzugsgebiet des Doubs) über, dessen Quelle ebenfalls auf dem Gemeindeboden liegt. Flankiert werden die Täler auf beiden Seiten von Kalkhochflächen, im Osten von den Hautes-Roches (bis 500 m) und im Westen vom Chanois, auf dem mit 516 m die höchste Erhebung von Marvelise erreicht wird. Diese Hochplateaus sind überwiegend von Wald bedeckt.
Nachbargemeinden von Onans sind Gémonval im Norden, Onans im Osten und Süden sowie Belles-Fontaines im Westen.

## Geschichte
Im Mittelalter gehörte Marvelise zur Herrschaft Granges, die im 14. Jahrhundert unter die Oberhoheit der Grafen von Montbéliard kam. Zusammen mit der Franche-Comté gelangte das Dorf mit dem Frieden von Nimwegen 1678 an Frankreich. Heute ist Marvelise Teil des Gemeindeverbandes Deux Vallées Vertes.

## Sehenswürdigkeiten
Die Kirche Nativité de Notre-Dame (Mariä Geburt) wurde im frühen 18. Jahrhundert weitgehend neu erbaut und besitzt einen gotischen Chorraum. Der alte Ortskern ist geprägt durch verschiedene Bauernhäuser aus dem 17. und 18. Jahrhundert.

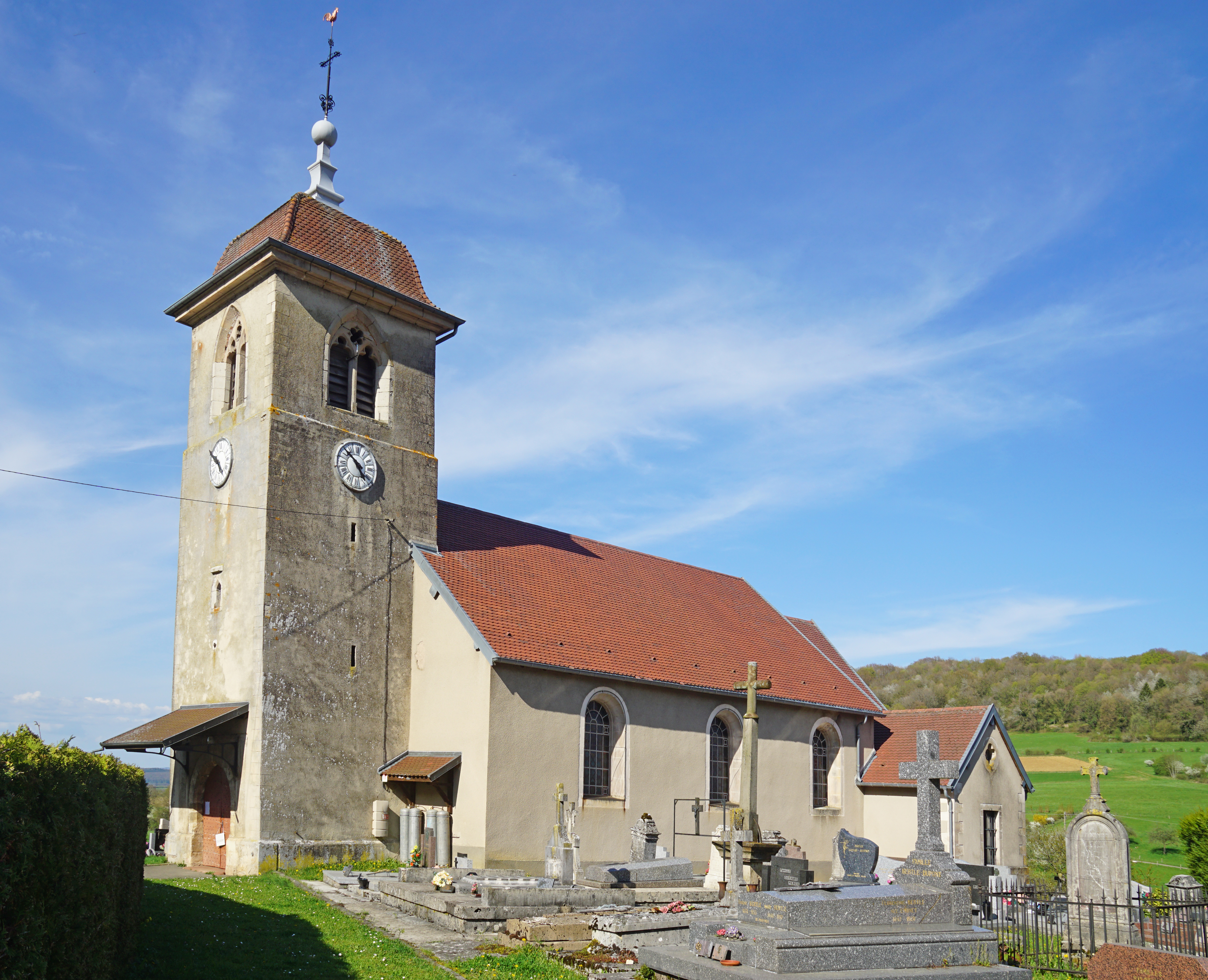
Kirche Mariä Geburt
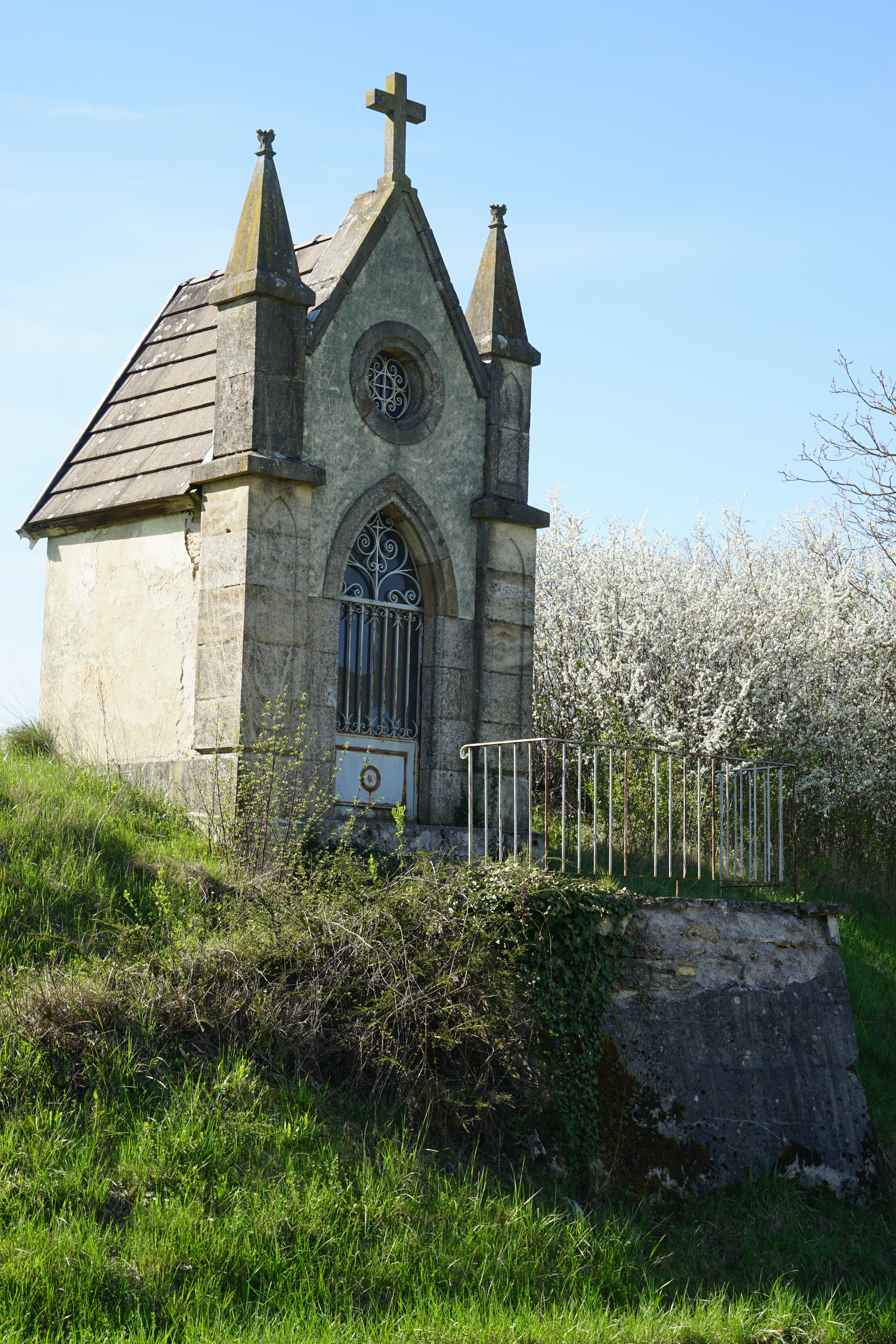
Namenlose Kapelle in Marvelise

## Bevölkerung
| Jahr                       | 1962 | 1968 | 1975 | 1982 | 1990 | 1999 | 2006 | 2018 |
| Einwohner                  | 84   | 90   | 97   | 134  | 119  | 139  | 153  | 163  |
| Quellen: Cassini und INSEE |      |      |      |      |      |      |      |      |

Mit 150 Einwohnern (Stand 1. Januar 2022) gehört Marvelise zu den kleinen Gemeinden des Départements Doubs. Nachdem die Einwohnerzahl in der ersten Hälfte des 20. Jahrhunderts deutlich abgenommen hatte (1891 wurden noch 195 Personen gezählt), wurde seit Mitte der 1970er Jahre wieder ein Bevölkerungswachstum verzeichnet. Die Zahlen stammen aus den Datenbanken von Cassini und INSEE.

## Wirtschaft und Infrastruktur
Marvelise war bis weit ins 20. Jahrhundert hinein ein vorwiegend durch die Landwirtschaft (Ackerbau, Obst- und Weinbau und Viehzucht) und die Forstwirtschaft geprägtes Dorf. Daneben gibt es heute einige Betriebe des lokalen Kleingewerbes. Mittlerweile hat sich das Dorf auch zu einer Wohngemeinde gewandelt. Viele Erwerbstätige sind deshalb Wegpendler, die in den größeren Ortschaften der Umgebung ihrer Arbeit nachgehen.
Die Ortschaft liegt abseits der größeren Durchgangsstraßen an einer Departementsstraße, die von Longevelle-sur-Doubs nach Crevans führt. Der nächste Anschluss an die Autobahn A36 befindet sich in einer Entfernung von ungefähr 18 Kilometern.